# Patrick Marleau
Patrick Denis Marleau (Swift Current, 15 de setembre de 1979) és un jugador professional d'hoquei sobre gel canadenc. Des del 19 d'abril de 2021 en un partit contra els Vegas Golden Knights, és el jugador que més partits ha jugat en la història de la NHL, superant el rècord de Gordie Howe.

## Trajectòria
L'equip dels San Jose Sharks van triar Marleau com a segon classificat de la NHL Entry Draft de 1997, i des d'aleshores ha esdevingut en el seu màxim anotador. Marleau també és el quart jugador de la història de la NHL a registrar 900 partits consecutius jugats.
El 2017, després de dues temporades amb el Toronto Maple Leafs i no guanyar tampoc la Stanley Cup, i jugar algun partits als Pittsburgh Penguins, va tornar als San Jose Sharks el 2019.
Marleau és conegut com un dels patinadors més ràpids de la NHL amb una alta capacitat de joc combinada amb una conducta cavallerosa. Això li ha valgut dues nominacions al Trofeu Memorial Lady Byng i l'ha convertit en un jugador popular tant entre els aficionats com entre els jugadors professionals.
A nivell internacional, Marleau va guanyar la medalla d’or amb la selecció del Canadà als Jocs Olímpics d'Hivern de 2010 i 2014.
Patrick Marleau i la seva esposa Christina tenen quatre fills i resideixen a San José. Marleau té una germana gran Denise i un germà gran Richard.